# Divinésia
Divinésia este un oraș în Minas Gerais (MG), Brazilia.